# Aleksandr Tarasov
Aleksandr Tarasov (n. 23 martie 1927, Moscova, RSFS Rusă, URSS – d. 16 iunie 1984, Leningrad, RSFS Rusă, URSS) a fost un sportiv ce a reprezentat Uniunea Republicilor Sovietice Socialiste, medaliat olimpic. A participat la o ediție a Jocurilor Olimpice (1956) în care a câștigat o medalie de aur.

## Participări
Lista de mai jos prezintă principalele competiții la care a participat Aleksandr Tarasov de-a lungul carierei.
- modern pentathlon at the 1956 Summer Olympics[*]